# Брова, Михаил
Михаил Брова (? — 1921) — анархист, повстанческий атаман, участник махновского движения. Член махновских съездов и член Реввоенсоветов всех созывов.

## Биография
Родился в конце XIX века в крестьянской семье в селе Новогригорьевка Бахмутского уезда. С раннего детства работал слесарем на станции Авдеевка близ Юзовки.
В 1904 году присоединился к анархо-коммунистам, участвовал в революции 1905—1907.
В 1914 году призван на фронт. Участвовал в Первой мировой войне, с 1917 года по 1918 служил в звании матроса.
В июне 1918 года организовал в Александровском уезде Дубровский отряд — один из первых партизанских анархических отрядов. Вел борьбу против немецких оккупантов и гетманской власти. В августе 1918 года тяжело ранен в бою, командование отрядом передал Федору Щусю. С осени 1918 -участник махновского движения, бессменный член Военно-революционного совета (ВРС) повстанцев.
В осенне-зимнюю компанию 1919 года был боевым командиром Революционной Повстанческой Армии Украины (РПАУ), вел борьбу против Добровольческой армии генерала Деникина.
В начале января 1920 года на главе группы анархистов (300—400 чел.) начал партизанскую борьбу против красных в Новомосковском уезде. В середине февраля арестован чекистами во время подпольного совещания командиров махновских отрядов, действовавших в уезде. Содержался в Екатеринославской тюрьме, откуда в апреле 1920 бежал и возобновил партизанскую борьбу. К лету 1920 установил связь с командованием РПАУ, назначен представителем Совета революционных повстанцев в Новомосковском уезде, где руководил партизанским движением летом-осенью 1920 года.
После заключения последнего военно-политического соглашения РПАУ с советской властью в октябре 1920 году отряд Бровы прекратил боевые действия против красных и выступил на врангелевский фронт, но уже 16 ноября 1920 СРП вернул его в район Новомосковска для формирования новых махновских частей.
В декабре Михаил организовал отряд в 400 сабель и 300 штыков, во главе которого после разрыва союза с красными вновь вел партизанскую войну в Верхнеднепровском, Павлоградском и Новомосковском уездах. Несколько раз сумел вырваться из окружения, в зимних боях практически полностью уничтожил преследовавшую его 4-ю кавалерийскую дивизию красных (часть красноармейцев перешла к махновцам).
В конце января 1921 года с группой Бровы соединился отряд Г. С. Маслакова (бывший командир бригады 1-й Конной армии, с частью своих войск перешел к РПАУ), который принял командование объединённым отрядом, а Брова стал начальником штаба. 16 февраля 1921 Брова и Маслаков добились решения УРП РПАУ о выделении их в самостоятельную Кавказскую повстанческую армию, и направились на Кубань и Северный Кавказ.
В 1-й половине 1921 армия очистила от красных много горных районов и сел, совершала налеты на небольшие города. Армия пользовалась поддержкой населения и её численность быстро увеличивалась (по данным В. Ф. Билаша, в феврале 1921 — около 1000 чел., до лета 1921 — уже до 10 тыс. человек). В августе 1921 года красные, сосредоточив значительные силы, широко используя захват заложников и массовые расстрелы, сумели нанести армии ряд тяжелых поражений. Армия распалась на несколько небольших изолированных отрядов, во главе одного из них находился Михаил Брова.
Осенью 1921 года он убит агентом ЧК, проникшим в его отряд.